# Jakub Hora
Jakub Hora (* 23. února 1991 Most) je český profesionální fotbalista, který hraje na pozici ofensivního záložníka. Od léta 2025 působí v týmu FC Silon Táborsko. Je také bývalým českým mládežnickým reprezentantem.
Je vítězem české a lotyšské ligy.

## Klubová kariéra

### Most
Hora je odchovancem FK Baník Most. Ve své kariéře nastupoval za A-tým Mostu ve druhé nejvyšší soutěži, má za sebou také starty v reprezentaci do devatenácti let a stáž v anglickém týmu Fulham FC.

#### Slavia Praha (hostování)
V létě 2010 ho testovala Plzeň, nakonec však přišel na roční hostování do pražské Slavie. Hostování bylo uzavřeno i s opcí na přestup. Ve Slavii nastupoval celou sezonu 2010/11 na pravém kraji zálohy a to zcela pravidelně v základní sestavě.

### Viktoria Plzeň
Po sezoně však opce na přestup uplatněna nebyla, Hora se vrátil do Mostu a prakticky obratem přestoupil do týmu úřadujícího mistra FC Viktoria Plzeň.
V základní skupině B Evropské ligy 2012/13 byla Plzeň přilosována k týmům Atlético Madrid (Španělsko), Hapoel Tel Aviv (Izrael) a Académica de Coimbra (Portugalsko). V prvním utkání Plzně 20. září 2012 na domácí půdě proti portugalskému týmu Académica de Coimbra absolvoval Hora prvních 60 minut (pak byl střídán Martinem Zemanem), Plzeň vyhrála 3:1. V dalším utkání 4. října s Atléticem Madrid nastoupil na několik posledních minut, španělský celek zvítězil doma 1:0 gólem v samotném závěru. 25. října cestovala Plzeň do Izraele k utkání proti Hapoelu Tel Aviv a většinu prvního poločasu byla pod tlakem soupeře. Jakub Hora střídal na hřišti v 81. minutě Daniela Koláře, střetnutí skončilo výsledkem 2:1 pro hosty, Plzeň si s 6 body upevnila druhou příčku za vedoucím Atléticem Madrid. 8. listopadu 2012 přivítala Plzeň Hapoel Tel Aviv v odvetě na domácím hřišti a vyhrála 4:0, díky tomuto výsledku se posunula s 9 body o skóre na čelo tabulky před doposud vedoucí Atlético Madrid (které v souběžném zápase prohrálo v Coimbře 0:2). Izraelský celek hrál navíc od 41. minuty oslaben o jednoho hráče. Hora nastoupil na hřiště od 67. minuty, kdy vystřídal střelce druhé branky Davida Štípka. 22. listopadu nastoupil v Portugalsku v utkání proti Coimbře, zápas skončil 1:1. Tento výsledek stačil Plzni na postup do jarní fáze Evropské ligy.
Ve šlágru 14. kola Gambrinus ligy 11. listopadu 2012 proti hostující Sigmě Olomouc vstřelil Hora v 70. minutě gól a stanovil tak konečné skóre 3:0. Hlavou zužitkoval centr Michala Ďuriše, byla to jeho první ligová trefa v plzeňském dresu. Plzeň vystřídala Olomouc na čele ligy, moravský klub spadl po porážce na 4. místo.

#### České Budějovice (hostování)
V zimním přestupovém období 2012/13 zamířil na půl roční hostování do SK Dynamo České Budějovice. Za tým odehrál celkem 12 ligových zápasů a vstřelil dvě branky. Po skončení ročníku 2012/13 klub sestoupil do druhé ligy

#### Bohemians Praha 1905 (hostování)
V srpnu 2013 odešel opět hostovat. Konkrétně do mužstva tehdejšího nováčka Bohemians Praha 1905, kde podepsal smlouvu do konce sezony. Zde odehrál celkem 26 ligových zápasů a vstřelil dvě branky.

#### České Budějovice (druhé hostování)
Před sezonou 2014/2015 se vrátil do SK Dynamo České Budějovice, kam zamířil na roční hostování. Po půl roce v klubu kvůli přestupu do Teplic skončil. Na podzim odehrál 15 ligových zápasů, ve kterých vstřelil 4 branky.

### Teplice
V prosinci 2014 odešel výměnou za Aidina Mahmutoviće na přestup do Teplic, kde podepsal tříletý kontrakt. V klubu se postupně stal oporou. V březnu 2019 byl zvolen nejlepším hráčem první ligy.

#### Slavia Praha (hostování)
Na začátku sezóny 2019/2020 odešel z FK Teplice zpět do SK Slavia Praha na půlroční hostování s nepovinnou opcí na přestup. Za Slavii odehrál podzimní část sezony, kdy byl využíván především jako střídající hráč a jako hráč pro utkání v poháru.
Na jaro se vrátil do Teplic, Slavia ale nakonec došla až k mistrovskému titulu, který je tím tedy započítán i Horovi.

#### FK Rīga (hostování)
V lednu 2020 zamířil na hostování do lotyšské Rigy, se kterou ovládl domácí ligu.

#### Podbeskidzie Bielsko-Biała (hostování)
Po odchodu z Lotyšska se přesunul na další hostování, a to do polského Bielsko-Biala.

### České Budějovice (návrat)
V létě 2021 se vrátil zpátky do Českých Budějovic. V srpnu 2022 České Budějovice prodloužily smlouvu s Horou do června 2024. Hora patřil ke klíčovým hráčům Dynama. V ligové sezoně 2023/24 byl s třemi brankami nejlepším týmovým střelcem po podzimní části sezóny. V listopadu 2023 České Budějovice vyřadily Horu z kádru A-týmu. V lednu 2024 se Hora domluvil s Dynamem na předčasném ukončení smlouvy.

### Dukla Praha
Po rozvázání smlouvy s Budějovicemi podepsal s týmem FK Dukla Praha, který hrál druhou nejvyšší soutěž Fortuna:Národní liga. S klubem dokázal postoupit do nejvyšší soutěže a v klubu působil i v sezoně 2024/2025.

### FC Silon Táborsko
V červnu roku 2025 podepsal roční smlouvu s druholigovým klubem FC Silon Táborsko, s možností prodloužení smlouvy. Zájem o jeho návrat měl i klub SK Dynamo České Budějovice, kde předtím působil.